# 卢卡·帕拉托
卢卡·帕拉托（義大利語：Luca Parlato，1991年6月25日—），生于维科埃昆塞，意大利男子赛艇运动员。他曾代表意大利参加世界赛艇锦标赛，获得一枚金牌和一枚铜牌。